# Kitty
Jennifer Dunn, más conocida como Kitty, es baterista del grupo estadounidense de electropunk, Mindless Self Indulgence, desde 1997.

## Biografía
Kitty asistió a la Escuela de Artes Visuales en Manhattan, Nueva York.
Originariamente fue convocada como un miembro temporario y más tarde fue promovida como miembro permanente. Según una entrevista realizada en julio de 2008, Kitty renunció a tocar la batería por años debido a un malentendido durante la escuela intermedia que resultó en la adquisición de su "kit" de batería sin su consentimiento. No fue hasta años más tarde, cuando se le ofreció una oportunidad de formar parte de MSI que decidió recoger las baquetas nuevamente utilizando un instrumento prestado. Kitty forma parte de MSI desde el lanzamiento de su álbum debut "Tight".
Kitty utiliza un" kit" de batería acústico (Optando por steeldrums en 'Evening Wear'), lo cual es aumentado por pistas de acompañamiento que consisten en loops sampleados para las presentaciones en vivo.